# Adranes
Adranes – rodzaj chrząszczy z rodziny kusakowatych, podrodziny Pselaphinae. Gatunkiem typowym jest A. coecus. Rodzaj ma nearktyczny zasięg występowania. Należą tu obligatoryjnie myrmekofilne chrząszcze, których zachowanie dokładniej zbadano u gatunków A. taylori i A. leconti. Dorosłe osobniki Adranes są ślepe, mają zredukowany aparat gębowy, czułki są dwuczłonowe, drugi człon jest bardzo wydłużony i gruby. Odwłok i końce pokryw tych chrząszcze wyposażone są w złotożółte włoski (trichomy), których wydzielina jest wysoce atrakcyjna dla larw i robotnic mrówek. U A. taylori stwierdzono obecność sześciu różnych rodzajów komórek gruczołowych, powiązanych ze zgrupowaniami trichom. Chrząszcze otrzymują od larw pokarm na drodze trofalaksji, ponadto odżywiają się martwymi mrówkami. W przeciwieństwie do spokrewnionych chrząszczy z rodzaju Claviger, Adranes nie pożerają żywych larw mrówek. U A. leconti wielokrotnie obserwowano, jak chrząszcze przemieszczały się przyczepione do odwłoków mrówek (forezja).

## Gatunki
- Adranes angustus Casey, 1924
- Adranes coecus LeConte, 1849
- Adranes dietzi Schaeffer, 1906
- Adranes lecontei Brendel, 1865
- Adranes pacificus Wickham, 1901
- Adranes taylori Wickham, 1901